# Alboglossiphonia annandalei
Alboglossiphonia annandalei (лат.) — вид плоских пиявок (Glossiphoniidae).

## Название
Родовое название Alboglossiphonia образовано от названия близкого рода Glossiphonia (ранее их объединяли) и лат. albus «белый» (для представителей этого рода характерна светлая окраска тела). Изначально была описана Ока в составе рода Glossiphonia, затем была перенесена в род Alboglossiphonia.
Видовой эпитет annandalei получила в честь британского зоолога, директора Индийского музея в Калькутте, Нельсона Аннандейла (англ. Nelson Annandale).

## Описание
Общая длина Alboglossiphonia annandalei достигает 6 мм, превышает наибольшую ширину в 3 раза. Тело листообразное, выпуклое, более длинное и тонкое по сравнению с родственными видами, на переднем конце вытянуто наподобие шеи. Сосочки малоразличимы и не образуют продольных полос, из-за чего тело выглядит гладким. Края тела с острыми зазубринами.
Окраска тела животных, зафиксированных в спирте, светло-серая. Пигментация живых особей неизвестна.
Тело сегментированное. Сегменты I—III и XXVII состоят из 1 кольца, сегменты IV—VI и XXV—XXVI — из двух колец, сегменты VII—XXIV — из трёх колец. Кольца IV сегмента неравной ширины: переднее широкое, заднее узкое. Суммарное число колец равно 68.
На переднем конце тела имеется три пары глаз, глаза передних двух пар (4-е кольцо) различаются по размеру: глаза первой пары маленькие и расположены ближе к срединной оси тела, в то время как глаза второй пары заметно крупнее и располагаются ближе к краям тела. Глаза третьей пары располагаются на 5-м кольце. Пигментные бокалы передних пар глаз направлены вперёд, задних — назад.
Имеется длинный и тонкий мускулистый хобот. Желудок с 6 парами карманов (отростков), передние 5 пар из которых простые, мешковидные, последняя же пара удлинённая и образует три лопасти. Кишечник с 4 парами коротких неветвистых карманов.
Нефридиев 16 пар, нефридиопоры трудноразличимы.
Гермафродиты. Имеются семенной и яйцевой мешки. Мужское и женское половые отверстия (гонопоры) разделены 2 кольцами (мужская гонопора расположена между сегментами XI и XII, женская — на XII сегменте). Семенных мешков 6 пар. Размножение ни разу не наблюдалось.

## Образ жизни
Эктопаразит. Питается соками брюхоногих моллюсков — обнаружена на Taia intha (сем. живородки).

## Распространение
Обнаружена в Мьянме (озеро Инле) и Индии (в округе Малда, штат Западная Бенгалия, а также в Раджастхане, Одише и Махараштре).

## Таксономия
Молекулярные данные отсутствуют. На основании морфологических и зоогеографических соображений, сближается с такими видами, как Alboglossiphonia afroalpina, Alboglossiphonia buniana, Alboglossiphonia disjuncta, Alboglossiphonia iberica, Alboglossiphonia levis, Alboglossiphonia macrorhyncha, Alboglossiphonia namaquaensis и Alboglossiphonia polypompholyx.